# Rally Sierra Morena de 2016
El Rally Sierra Morena de 2016, oficialmente 34º Rallye Sierra Morena, fue la treinta y cuatro edición y la tercera ronda de la temporada 2016 del Campeonato de España de Rally. Se celebró entre el 9 y el 10 de abril y contó con ocho tramos cronometrados que sumaban 191,96 km cronometrados.

## Itinerario
| Día   | Tramo | Nombre        | Distancia | Hora  | Ganador                  | Tiempo    | Líder                    |
| Día 1 |       |               |           |       |                          |           |                          |
| ----- | ----- | ------------- | --------- | ----- | ------------------------ | --------- | ------------------------ |
| Día 1 | TC1   | Villaviciosa  | 23.19 km  | 07:26 | Cristian García Martínez | 14:30.5   | Cristian García Martínez |
| Día 1 | TC2   | Posadas       | 23.48 km  | 08:12 | Cristian García Martínez | 13:28.6   | Cristian García Martínez |
| Día 1 | TC3   | Villaviciosa  | 23.19 km  | 10:27 | Cristian García Martínez | 14:23.3   | Cristian García Martínez |
| Día 1 | TC4   | Posadas       | 23.48 km  | 11:13 | Cristian García Martínez | 13:30.3   | Cristian García Martínez |
| Día 1 | TC5   | Cerrobejuelas | 24.63 km  | 14:51 | Jonathan Pérez Suárez    | 14:52.9   | Cristian García Martínez |
| Día 1 | TC6   | Pozoblanco    | 24.68 km  | 15:57 | Cancelado                | Cancelado | Cristian García Martínez |
| Día 1 | TC7   | Cerrobejuelas | 24.63 km  | 18:47 | Jonathan Pérez Suárez    | 14:54.8   | Cristian García Martínez |
| Día 1 | TC8   | Pozoblanco    | 24.68 km  | 19:53 | Jonathan Pérez Suárez    | 15:01.3   | Cristian García Martínez |

## Clasificación final
| Pos. | Piloto                   | Copiloto                 | Automóvil               | Tiempo    | Diferencia |
| ---- | ------------------------ | ------------------------ | ----------------------- | --------- | ---------- |
| 1.   | Cristian García Martínez | Rebeca Liso              | Mitsubishi Lancer Evo X | 1:41:01.6 | 0.0        |
| 2.   | Jonathan Pérez Suárez    | Alejando López           | Ford Fiesta R5          | 1:41:37.7 | +36.1      |
| 3.   | Pedro Burgo              | Marcos Burgo             | Porsche 997 GT3 RS 3.8  | 1:42:37.1 | +1:35.5    |
| 4.   | Sergio Vallejo           | Diego Vallejo            | Citroën DS3 R5          | 1:43:44.7 | +2:43.1    |
| 5.   | David Pérez              | Alberto Chamorro         | Porsche 997 GT3 RS 3.8  | 1:45:39.4 | +4:37.8    |
| 6.   | Adrián Díaz Pérez        | Andrea Lamas             | Suzuki Swift S1600      | 1:46:05.8 | +5:04.2    |
| 7.   | Daniel Marbán            | Víctor M. Ferrero        | Lotus Exige Cup 260     | 1:46:28.5 | +5:26.9    |
| 8.   | Surhayen Pernía          | Carlos Del Barrio        | Renault Clio RS R3T     | 1:47:24.6 | +6:23.0    |
| 9.   | Esteban Vallín           | Borja Odriozola          | Opel Adam R2            | 1:47:30.3 | +6:28.7    |
| 10.  | Ángel Paniceres          | Francisco Javier Álvarez | Opel Adam R2            | 1:47:30.3 | +6:28.7    |